# Honda City
Honda City — компактный автомобиль, производимый компанией Honda с 1981 года.

## Первое поколение
Первая Honda City под индексом E-AA была запущена в производство в 1981 как трёхдверный автомобиль с открывающейся вверх задней дверью. Это был один из первых «высоких» хетчбэков с открывающейся вверх задней дверью: чтобы максимизировать внутреннее пространство, не занимая больше места на дороге, кузов был более высоким чем обычно. Версия с турбированным двигателем серии ER была добавлена в модельный ряд в сентябре 1982 года, немного позже был добавлен и кабриолет дизайна студии Pininfarina (только с обычным двигателем); имелись также 2- и 4-местный фургон (серия «Pro») и версия с поднятой на 10 см крышей «R Manhattan Roof».
В качестве дополнительной опции, к комплекту поставки мог прилагаться складной 49-кубовый мопед Motocompo, помещавшийся в багажнике. На момент появления, City был самым маленьким автомобилем, выпускаемым компанией (на 171 миллиметр короче, чем Honda Civic первого поколения и на 383 мм длиннее Honda N360), но, всё же, не вписывался в габариты, предусмотренные для категории кей-каров.
В 1983, Honda City заменяла модель «Mini» в Новой Зеландии, там же был начат её выпуск. В том самом году автомобиль был также выпущен в Австралии, хотя только в варианте двухместного фургона, чтобы снизить налоги на импорт в эту страну.
В Европу Honda City экспортировалась как Honda Jazz, поскольку название City уже носила одна из версий Opel Kadett C.

### City turbo
В 1982 году, компания Mugen сконструировала свою первую доработанную машину — Honda City Turbo, турбированный горячий хетчбэк. Благодаря малогабаритному турбокомпрессору IHI51C, установленный на ней двигатель ER рабочим объемом 1231 куб.см. развивал мощность 100 л.с. и крутящий момент 15 кг/м. Новый автомобиль также получил вентилируемые передние тормозные диски и задний стабилизатор поперечной устойчивости. Салон был оформлен в спортивном стиле, а в панели приборов появились 16-ступенчатый жидкокристаллический индикатор давления наддува и цифровой спидометр, отображавший показания скорости на дисплее, вокруг которого двигалась стрелка тахометра.

### City turbo II
В 1983 году общественности был представлен топовый вариант — [Honda City Turbo II (Bulldog)]. Данный автомобиль был оборудован турбиной с интеркулером. Также имелась электронная система впрыска топлива. Максимальная мощность составляла 110 л.с. при весе автомобиля 735 кг, это позволило создать легкий компактный и мощный автомобиль способный доставить удовольствие как на спортивной трассе, так и на дорогах общего пользования. Максимальная скорость — 175 км/час, разгон до 100 км/час — за 7.8 сек.

## Второе поколение
Honda заменила первое поколение City в 1986 году (обозначалось как GA1) обновлённым в 1989 году (GA2). Эта модель выпускалась до 1994 года. Модели кабриолет — не было. На европейский и австралийский рынки City продавалась как Honda Logo, вплоть до 1999 года. Автомобиль с улучшенным вариантом оформления назывался Fit.
В 1988 году 1,2-литровый двигатель D12A сменили на D13C, объёмом 1,3 литра; кроме традиционной подачи топлива появилась система впрыска.
Выпуск второго поколения City был прекращён в 1993 году, в самой Японии эта марка больше не использовалась компанией; новые автомобили на базе GA, появившиеся в 1996 году назывались Honda Logo (3-дверный хетчбэк, и Honda Capa (5-дверный).

## Третье поколение
Третье поколение City (обозначалось как SX8) базировалось на платформе от Civic. Машина разрабатывалась и продавалась только на юго-восточный азиатский рынок. City все ещё считался автомобилем среднего класса — ниже чем Honda Civic, но четырёх-дверным седаном и выпускался на рынки Азии, Индии, Таиланда, Малайзии, Индонезии, Филиппин и Пакистана. Обновленная рестайлинговая модель была выпущена в 2000 году и включала в себя спортивный седан с двигателем Honda 1.5 L, системы VTEC.
Третье поколение имело маркировку мотора, обозначавшуюся буквой D, то есть D13B и D15B. D15B был менее мощным и ставился на автомобилях для азиатского рынка, но всё же имел хорошее соотношение мощности к весу автомобиля, и выдавал 115 лошадиных сил (86 киловатт). Вес данной машины составлял 985 кг.

## Четвёртое поколение
Четвёртое поколение было выпущено в ноябре 2002 года и включало полноприводную версию авто. В сентябре 2005 года обновленная версия была запущена в Таиланде, а в октябре и в Малайзии. Она была известна под маркировкой City ZX в Таиланде, Индии, Сингапуре и Пакистане. Основными значительными изменениями был новый экстерьер (новая передняя решётка радиатора, новые основные и противотуманные фары, задние фонари и бампера). Перед автомобиля был вытянут на 65 мм, в то же время задний бампер стал длиннее на 15 мм. Зеркала имели электропривод. Легкосплавные диски входили в стандартную комплектацию. Изменения в интерьере были минимальными — появился подлокотник для водителя и дополнительные лампы освещения в салоне.
Двигатель остался прежним, но впускной коллектор был усовершенствован. Подвеска так же была немного изменена. В Таиланде, Филиппинах, Сингапуре и Малайзии на Honda City ставилась вариаторная семиступенчатая коробка передач, с лепестками переключения на руле, что являлось большой редкостью для автомобиля такого класса.

## Пятое поколение
Пятое поколение было показано в Бангкоке в сентябре 2008 года. Затем начались продажи в Индии, Пакистане, Малайзии, Индонезии, Филиппинах, Сингапуре и Китае.
Начиная с этого поколения, City позиционируется как компактный автомобиль.

## Шестое поколение
Шестое поколение было представлено в сентябре 2013 года. На японском рынке автомобиль продаётся только в гибридном исполнении под названием Honda Grace.

## Седьмое поколение
City седьмого поколения (пятое поколение как седан) был представлен в Бангкоке, Таиланд, 25 ноября 2019 года в форме седана. Он разделил свою платформу с Fit/Jazz четвёртого поколения. Хотя его размеры выросли до такой степени, что он немного больше седана Civic девятого поколения (2011—2016), City продолжает продаваться и оцениваться как субкомпактный или автомобиль B-сегмента.

## Потребление топлива
Обновленная City i-DSI 2005 года выпуска достигла впечатляющего результата — на одном литре топлива, она проехала 26,2 км, в ходе соревнования по экономии топлива в 2007 году. По правилам соревнования предполагалось, что в машине будут находиться четыре человека (включая водителя), багаж и работать кондиционер. Маршрут был длиной в 660 км. Включавших в себя не только прямые участки дороги, но и горные подъёмы.

## Рекламная деятельность
Музыкальная группа Madness, появившаяся на японском телевидении, рекламировала City. Песня была написана всей группой и транслировалась по ТВ. Группе настолько понравилась мелодия рекламного ролика, что они сделали из неё трёхминутную песню, которая заняла 14 место в английском чарте. Песня так же была включена в альбом группы под названием «Complete Madness» — самый продаваемый альбом группы с 1982 года.